# Burg Hohenfels (Allendorf)
Die Burg Hohenfels zwischen Allendorf und Buchenau liegt in der Gemeinde Dautphetal im Landkreis Marburg-Biedenkopf in Hessen. Sie war der Stammsitz der Herren von Hohenfels, der Lokalherren im Bereich der heutigen Gemeinde Dautphetal.

## Geographische Lage
Die Höhenburg besteht aus einer Doppelburg auf den Gipfeln des Hohenfelses und des kleinen Hohenfelses und liegt auf rund 400 m ü. NN. Es ist davon auszugehen, dass die Burganlage in mehreren Bauabschnitten errichtet wurde. Als der ältere Teil der Doppelburg gilt die westliche Burg auf einer Grundfläche von etwa 560 m², die östliche ist mit etwa 390 m² auch kleiner.

## Geschichte
Das genaue Baudatum der Burgen ist unbekannt. Die Burgen standen im Besitz der Herren von Hohenfels. Die erste Erwähnung der Familie war 1174, als ein Ludwig von Hohenfels als Zeuge für Landgraf Heinrich Raspe auftrat.
In einer Urkunde vom 29. Juli 1249 sind Konrad, Gumpert und Eckhard von Hohenfels, Volpert Hosekin und Siegfried Slimph als Burgherren genannt. Die Herren von Hohenfels standen auf der Seite des Erzstiftes Mainz, weshalb die Burg Hohenfels 1293 unter Landgraf Heinrich I. geschleift wurde. Nach archäologischen Befunden wurde die Burg seit dem Ende des 13. Jahrhunderts nicht mehr genutzt.
Da nur noch wenige Teile der ehemaligen Anlage zu sehen sind, blieb sie lange Zeit unentdeckt. Seit 1997 kümmert sich der Burgverein Hohenfels mit Hilfe der Universität Marburg um die Erforschung und Erhaltung der Burgruine.

## Anlage
Zu sehen sind noch einige wenige Mauerreste sowie Teile der Kellergewölbe der Burg. Die Anlage ist frei zugänglich und inzwischen mit Hinweistafeln versehen.

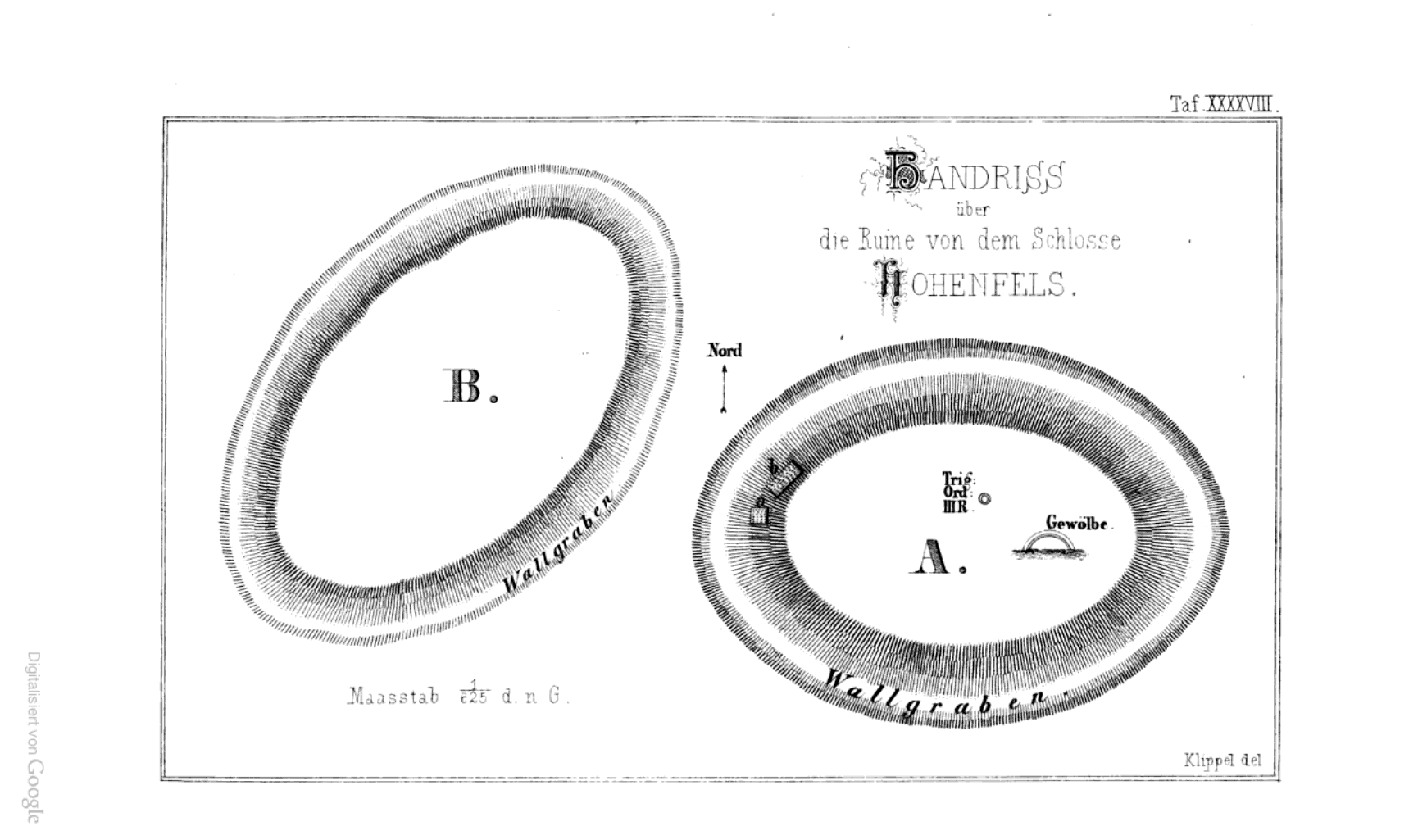
Grundriss um 1850
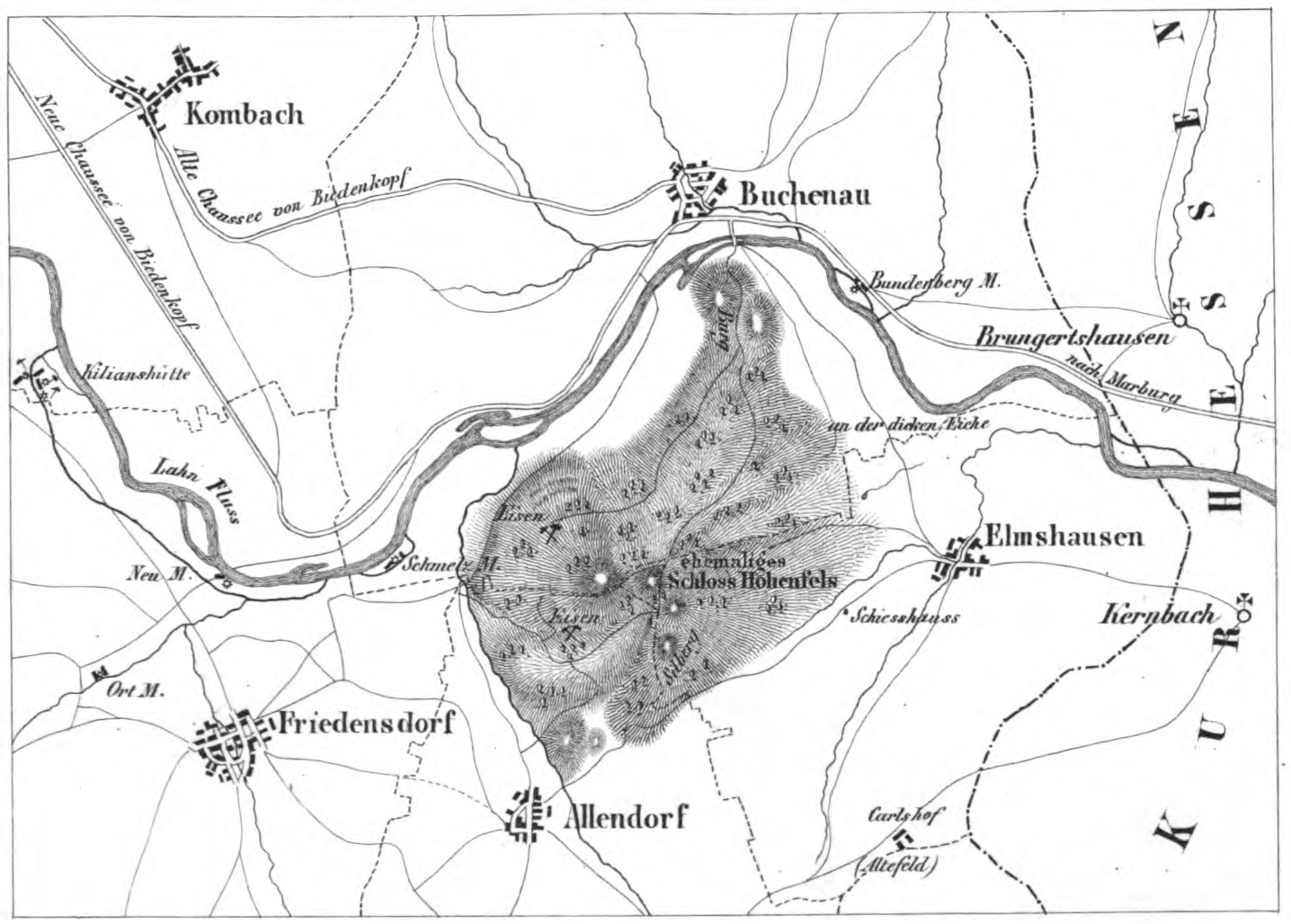
Umgebungskarte